# Frans Dignus Sprenger
Frans Dignus Sprenger (Vlissingen, 20 december 1903 – Vreeland, 4 januari 1986) was een Nederlands politicus.
Hij was een zoon van de Middelburgse gemeentesecretaris mr. Gerard Jacob Sprenger (1874-1963) en Anna Femina Kolff (1877-1968). Hij is vernoemd naar zijn opa Frans Dignus Sprenger (1836-1896) die onder andere burgemeester van Grijpskerke was. Zelf was hij werknemer bij de Internationale Crediet- en Handels Vereeniging 'Rotterdam' en bij Algemeene Nederlandsch-Indische Electriciteits-Maatschappij (ANIEM) in Soerabaja en Toeloeng Agoeng. Terug in Nederland ging hij werken bij de gemeentesecretarie van Oudenrijn. Sprenger was daar gemeentesecretaris voor hij in 1946 benoemd werd tot burgemeester van de gemeenten Nigtevecht en Vreeland. In 1964 ging Vreeland op in de gemeente Loenen. Sprenger bleef burgemeester van Nigtevecht tot zijn pensionering in januari 1969. Hij werd begraven op de algemene begraafplaats in Vreeland.
Hij huwde in 1942 Antje den Uijl, een achternicht van de latere minister-president Joop den Uyl. Zijn jongere broer F.G. Sprenger was eveneens burgemeester.